# Sinkanszen E8 sorozat
A Sinkanszen E8 sorozat (japán írásjelekkel: E8系) egy 2020. március 3-án bejelentett, a Tsubasa járatokhoz megrendelt japán nagysebességű Sinkanszen motorvonat sorozat. A tervek szerint az E3-as sorozatot váltja fel, a szolgáltatás végsebességét 275 km/h-ról 300 km/h-ra  emeli. Tervezője Ken Okuyama, a Kawasaki Heavy Industries-szal együttműködve.
A vonat a tervek szerint 2024 tavaszán áll forgalomba. Eredetileg 17 szerelvényt terveztek építeni, de a COVID-19 járvány okozta utazási igény csökkenése miatt ezt 15 szerelvényre csökkentették.

## Tervezés
A vonatot úgy tervezték, hogy a Jamagata régió tájának gazdagságát, valamint a "természet és az emberek összefonódását" idézze. A külső színezés változatlan a szintén Ken Okuyama által tervezett E3-as sorozathoz képest. A fehér szín a Zaō hegy hóját idézi, a mélylila szín a mandarin kacsát, Jamagata prefektúra madarát idézi, a sárga és a piros pedig a sáfrányvirágot, Jamagata prefektúra virágát.
Minden kocsi teljes aktív felfüggesztéssel van felszerelve.
A végsebesség 275 km/h-ról 300 km/h-ra való emelése a 9 méter hosszú, a jelenlegi E3-as sorozatnál 3 méterrel hosszabb orrnak köszönhető.

## Formáció
Az E8 ugyanazt az 5M2T-alakzatot használja, mint az E3 és E6 sorozatú mini-Sinkanszenek, vagyis 5 hajtott (motoros), és 2 nem hajtott kocsiból áll.

## Belső tér
A 7 kocsiból álló vonatok két szolgálati osztállyal közlekednek: normál kocsik és zöld kocsik, 355 ülőhellyel. Ez 39 ülőhellyel kevesebb, mint az E3-as sorozatú vonatok, amelyeket felvált. Mindkét üléskonfiguráció 2+2 egymás melletti ülés, de feltehetően az ülésközökben különböznek, mint az összes többi Sinkanszen vonat esetében. Mindkét osztályon váltóáramú konnektorok állnak rendelkezésre. Mind a kabinok, mind az előcsarnokok biztonsági kamerákkal vannak felszerelve. A zöld kocsiban egy-, míg a normál kocsikban két kerekesszékes utasnak van hely. Mind a 7 kocsi fel van szerelve nagyméretű poggyászok kezelésére.
A zöld kocsi üléseinek színvilágát a Mogami folyó kék vize és a Gassan-hegyet borító buja zöld növényzet ihlette. Az átlagos ülések a sáfrányvirág színének hagyományos kinyerési folyamatából merítenek ihletet, ezért a szín az üléspárnától a fejtámláig haladva fokozatosan kevésbé telítetté válik. A középső folyosó szőnyegét az ülések által ábrázolt sáfrányvirág képe alapján tervezték, amely tükröződik a közöttük folyó Mogami folyó vizén.